# توراكو هارتلوبي

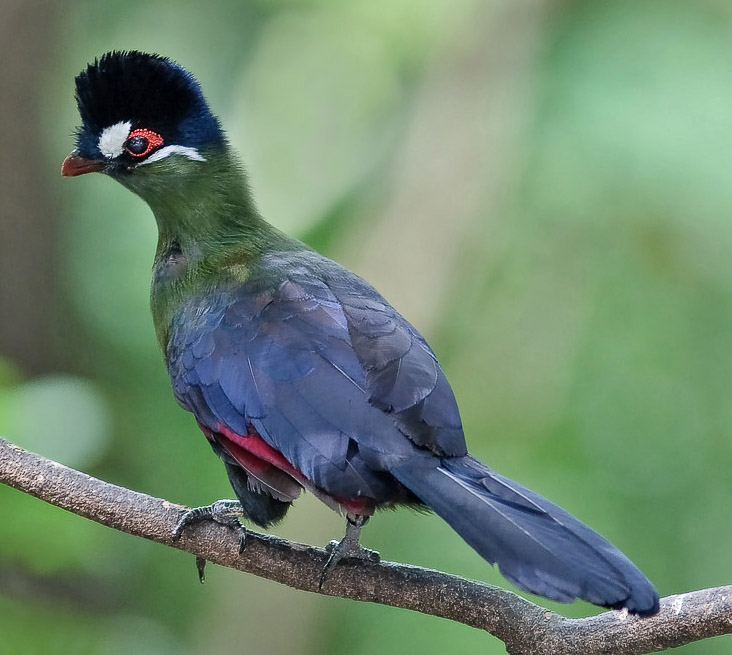
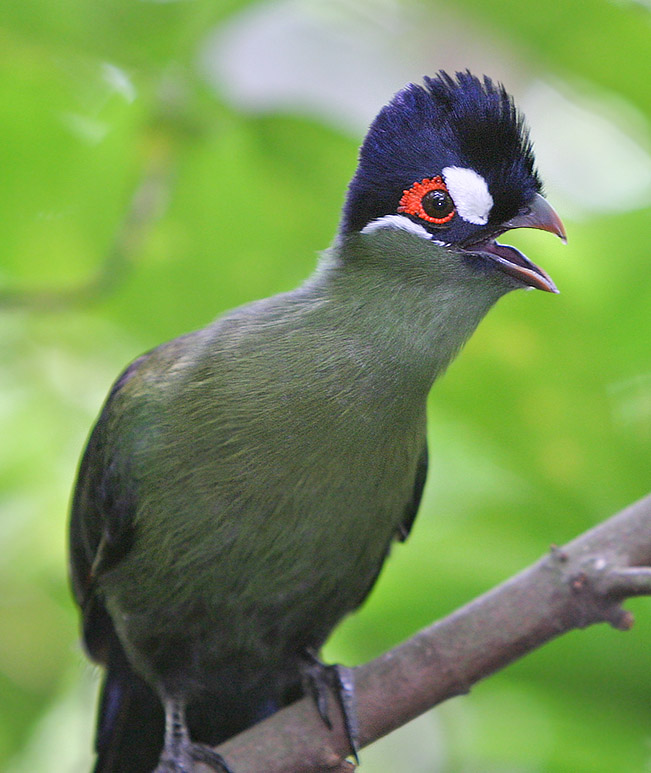

توراكو هارتلوبي (الاسم العلمي: Tauraco hartlaubi) (بالإنجليزية: Hartlaub's Turaco)‏ هو نوع من الطيور يتبع جنس التوراكو من فصيلة آكلات الموز.